# Северо-Восточный регион (Сингапур)
Северо-Восточный регион (англ. North-East Region) — один из пяти регионов, на которые разделена республика Сингапур. В соответствии со своим названием, он расположен в северо-восточной части острова. Регион включает в себя 7 городских районов, в том числе Северо-Восточные острова (англ. North-Eastern Islands).

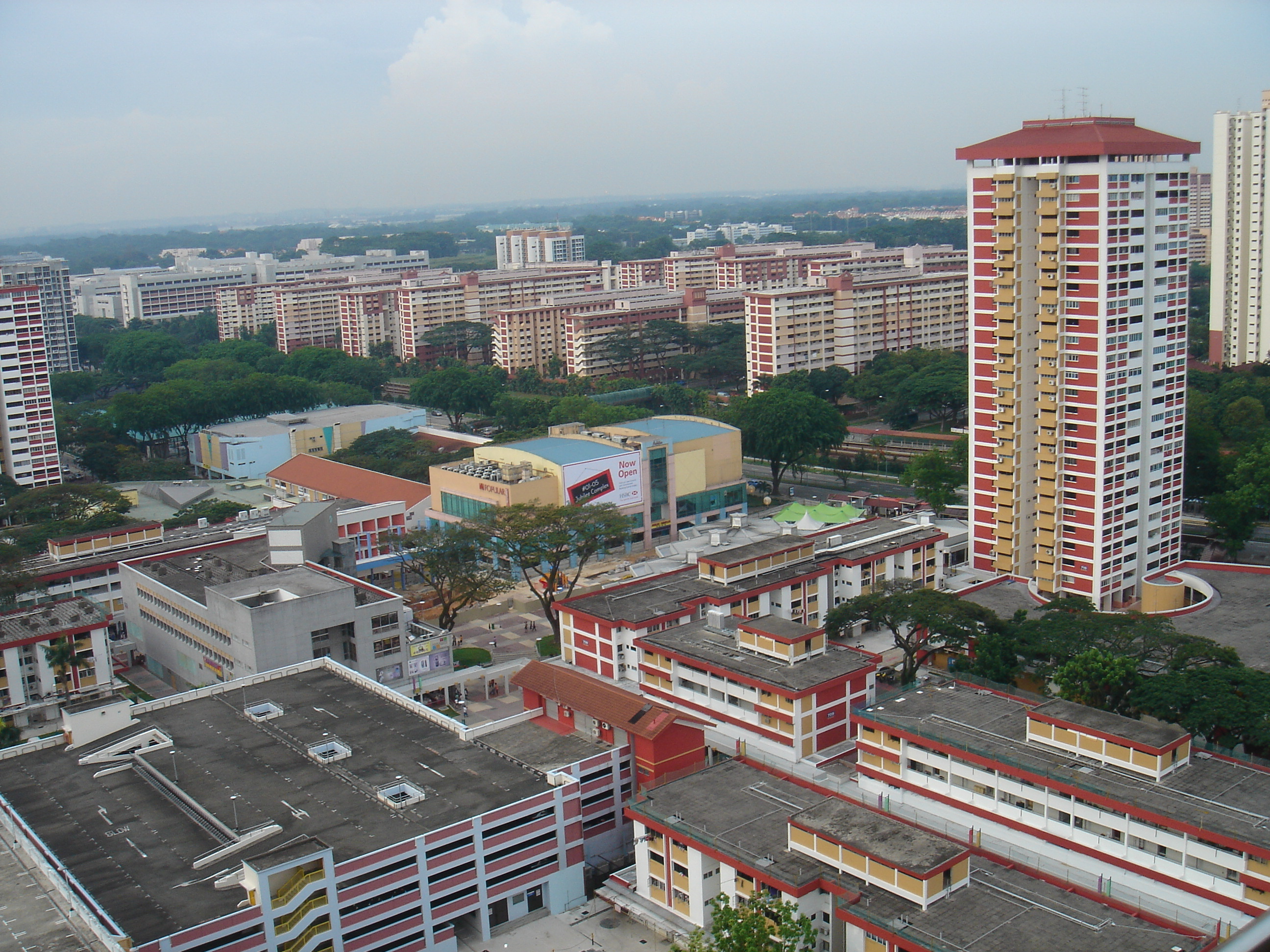
Вид на район Анг Мо Кио.

## Городские районы
- Ан-Мо-Кио (англ. Ang Mo Kio)
- Хоуган (англ. Hougang)
- Северо-Восточные острова (англ. North-eastern Islands)
- Пунгол (англ. Punggol)
- Селетар (англ. Seletar)
- Сенканг (англ. Sengkang)
- Серангун (англ. Serangoon)

## Статистика
- Численность населения: 747 216 человек (2010)[1]
- Площадь территории: 138,1 км²[2]